# Shiji
Shiji (kineski 史記/
史记, Shǐjì; Zapisi velikog povjesničara) monumentalno je djelo kineskog povjesničara Sima Qiana, koje je započeo njegov otac, astrolog Sima Tan. Qian je dovršio to djelo oko 94. godine prije nove ere, tijekom dinastije Han. U djelu je Sima opisao povijest Kine od vremena legendarnog Žutog Cara do vladavine cara Wua od Hana. Shiji je nazvan temeljnim djelom kineske civilizacije. Prema Grantu Hardyju, Sima je, nakon filozofa Konfucija i cara Qin Shi Huangdija, „jedan od osnivača carske Kine”.
Najranije tiskano izdanje Shijija, Shiji jijie, potječe iz vremena dinastije Sung. 